# Panchira

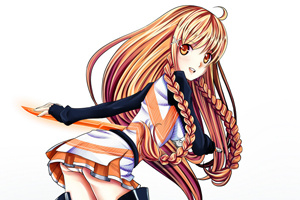
Przykład panchiry

Panchira (jap. パンチラ) – japoński termin odnoszący się do chwilowego spojrzenia na kobiecą bieliznę (majtki).

## Etymologia
Słowo to jest połączeniem pantī (パンティー), oznaczającego „majtki” i chira (チラ), onomatopeicznego słowa oznaczającego „rzut okiem”.

## Anime i manga
W anime i mandze panchira zwykle odnosi się do ujęcia majtek, wizualnej konwencji używanej przez japońskich artystów i animatorów od wczesnych lat 60. ubiegłego wieku. Według japońskich źródeł, praktyka ta prawdopodobnie rozpoczęła się od popularnej mangi Machiko Hasegawy „Sazae-san”, w której projekty postaci Wakame Isono zawierały dość krótkie spódniczki.
Następnie panchira przeniosła się do animacji w 1963 roku wraz z animowaną telewizyjną adaptacją „Astro Boya” Osamu Tezuki. Przez następną dekadę ograniczała się głównie do nieszkodliwych seriali anime dla dzieci, ale na początku lat 70. panchira stała się bardziej jawnie fetyszyzowanym elementem. Od tego momentu panchira została powiązana z rodzajem humoru seksualnego, takim jak ten, który można znaleźć w wielu komediowych mangach shōnen i animacjach (np. ecchi i fanserwis).